# アルヴィド・テルン
アルヴィド・テオドル・テルン（Arvid Teodor Thörn、1906年10月29日 - 1986年12月2日）は、スウェーデン・グレーゲスボリ出身の元サッカー選手。現役時代のポジションはフォワード。

## 略歴
スウェーデン代表が史上初めとなるFIFAワールドカップの1934年大会に参加した時のメンバーの一人。しかし、本大会での出場機会は無く、同大会以降は同代表から遠かった。クラブキャリアでは、IFKグレーゲスボリやエーレブルーSKに所属したが、メジャータイトルは獲得していない。また、スウェーデン代表では国際Aマッチに2試合のみ出場しており、2試合目のエストニア代表戦 (5-0)では代表唯一の得点を挙げた。